# Fairplay-25
Die Fairplay-25 ist ein Schlepper der Fairplay Schleppdampfschiffs-Reederei Richard Borchard GmbH.

## Geschichte
Der Schlepper wurde am 3. März 1999 bei der spanischen Werft Astilleros Zamakona S.A. auf Kiel gelegt und lief am 22. Oktober des gleichen Jahres vom Stapel. Nach der Indienststellung im August 2000 wurde der Schlepper 2001 von der neu gegründeten Arbeitsgemeinschaft Küstenschutz übernommen und unter deutscher Flagge fahrend in Sassnitz stationiert. 2021 wurde die Fairplay-25 nach Auslaufen ihres Vertrags mit der Wasserstraßen- und Schifffahrtsverwaltung durch die VB Bremen Fighter als Notschlepper auf der Station Sassnitz ersetzt.

## Technik und Ausstattung

### Maschinenanlage und Antrieb
Bei der Fairplay-25 handelt es sich um einen sogenannten ASD-Schlepper (Azimuthing Stern Drive, dt. schwenkbarer Heckantrieb). Das Schiff verfügt über zwei dieselmechanische Antriebsanlagen, bei der jeweils ein Neunzylinder-Reihenmotor des Typs Deutz-MWM SBV 9M628 über Kupplungen auf einen im Heck installierten Schottel-Ruderpropeller wirkt. Die beiden Anlagen sind mit 4-Blatt-Verstellpropellern ausgerüstet, die mit Drehzahlen von bis zu 300/min arbeiten. Gemeinsam mit einer im Bug installierten Querstrahlsteueranlage des Typs Schottel STT 110 wird eine hohe Wendigkeit ermöglicht.
Für die Stromversorgung an Bord sind zwei 169-kVA-Generatoren sowie ein Notstromaggregat mit einer Leistung von 62 kVA installiert, die von MAN-Dieselmotoren angetrieben werden.

### Ausrüstung
Die Ausrüstung der Fairplay-25 ist für Hafenassistenz, Terminalbetrieb sowie für den küstennahen Schlepp- und Rettungseinsatz ausgelegt. Der Schlepper erreicht einen Pfahlzug von 65,3 Tonnen (circa 640 kN). Die Schleppleinen der beiden im Heck installierten Schleppwinden haben eine Länge von 1200 Meter und weisen eine Bruchlast von circa 1225 kN auf. Zur Feuerbekämpfung verfügt der Schlepper über zwei Löschmonitore mit einem maximalen Durchsatz von 1350 m³/h und einer Wurfweite von 120 Metern.
Für den Einsatz als Notschlepper ist die Fairplay-25 unter anderem mit Tageslichtradar, DGPS, elektronischer Seekarte, UKW-Flugfunkpeiler, UKW-Flugfunkgerät und InMarSat-Telefon ausgestattet. Für Notschleppeinsätze führt sie hochfeste, schwimmfähige Kunststoff-Schleppleinen mit 189 t Bruchlast mit sich.